# FDA Records
FDA Records (bis 2016 FDA Rekotz) ist ein deutsches Metal- und Punk-Label, das 2006 gegründet wurde.

## Geschichte
Das Label wurde von Rico Unglaube im Dezember 2006 gegründet, um Teil der Metal-Szene zu sein und Künstler zu unterstützen, wobei er sich schon seit seiner Jugend um 1990 für Metal interessiert hatte. Er begann das Label in einem ca. drei Quadratmeter großen Raum, in dem er CD-Rs in Do-it-yourself-Weise brannte und bedruckte. Booklets und Inlaycards vervielfältigte er in einem Copyshop, schnitt diese aus und fügte sie wieder zusammen. Daraus entwickelte sich langsam das Indie-Label FDA Rekotz, wobei Unglaube mittlerweile von zwei Mitarbeitern unterstützt wird. In einem Großteil Europas werden die physischen Tonträger bei Soulfood vertrieben, nur in Großbritannien erfolgt dies bei Code 7 Distribution. Der weltweite Vertrieb wird von Plastic Head Distribution übernommen. Das Angebot als Download wird von Soulfood verwaltet. 2017 wurde das Label zu FDA Records umbenannt.

## Veröffentlichungen (Auswahl)
- 2007: Blood – Impulse to Destroy
- 2008: Anatomy – Overtreatment
- 2008: Maggot Shoes – [f]EAR tERRORism
- 2009: Vilefuck – What Lies Ahead Is Already Dead
- 2009: Afgrund – Vid Helvetets Grindar
- 2010: Von Bøøm – Punkrock Terrorists
- 2010: Keitzer – As the World Burns
- 2010: Entrails – Tales from the Morgue
- 2011: Goregast – Desechos Humanos
- 2012: Revel in Flesh – Deathevokation
- 2012: Deserted Fear – My Empire
- 2013: Sulphur Aeon – Swallowed by the Ocean’s Tide
- 2013: Master – The Witchhunt
- 2013: Morfin – Inoculation
- 2014: Arroganz – Tod & Teufel
- 2015: Weak Aside – The Next Offensive
- 2015: Skeletal Remains – Condemned to Misery
- 2017: Arroganz – Primitiv
- 2017: Ophis – The Dismal Circle